# 2022 EB5
2022 EB5は、2022年3月11日に地球の大気に突入して消失した、アポロ群に属する地球近傍小惑星。地球に衝突する前に発見された5例目の太陽系小天体となった。
2022年3月11日21時22分 (UTC) 、ノルウェー領ヤンマイエン島南西のノルウェー海上空で大気圏に突入して消失した。この突入によって生じた超低周波音は、グリーンランドとノルウェーで検出された。これらの超低周波音のデータと地球接近時の観測結果から、2022 EB5の大きさは2メートル程度、大気圏突入速度は18 km/s (11 mi/s)、突入によって生じたエネルギーはTNT2キロトン相当と推測された。また、この突入に関係すると見られる青みがかった閃光がアイスランド北部で観測されている。
2022 EB5は、衝突の約2時間前にハンガリーのブダペストの北80キロメートルにあるコンコイ天文台のピスケーシュタトゥ観測所で天文学者Krisztián Sárneczkyによって発見され、小惑星センターに報告された。一時的な符号Sar2593が付され、小惑星センターのNEOCP（Near Earth Object Confirmation Page）にリストされた。